# Polvano
Polvano è una frazione del comune di Castiglion Fiorentino, in provincia di Arezzo. Si trova nella parte nord-orientale della Val di Chio, a destra del torrente Vingone che l'attraversa.

## La località

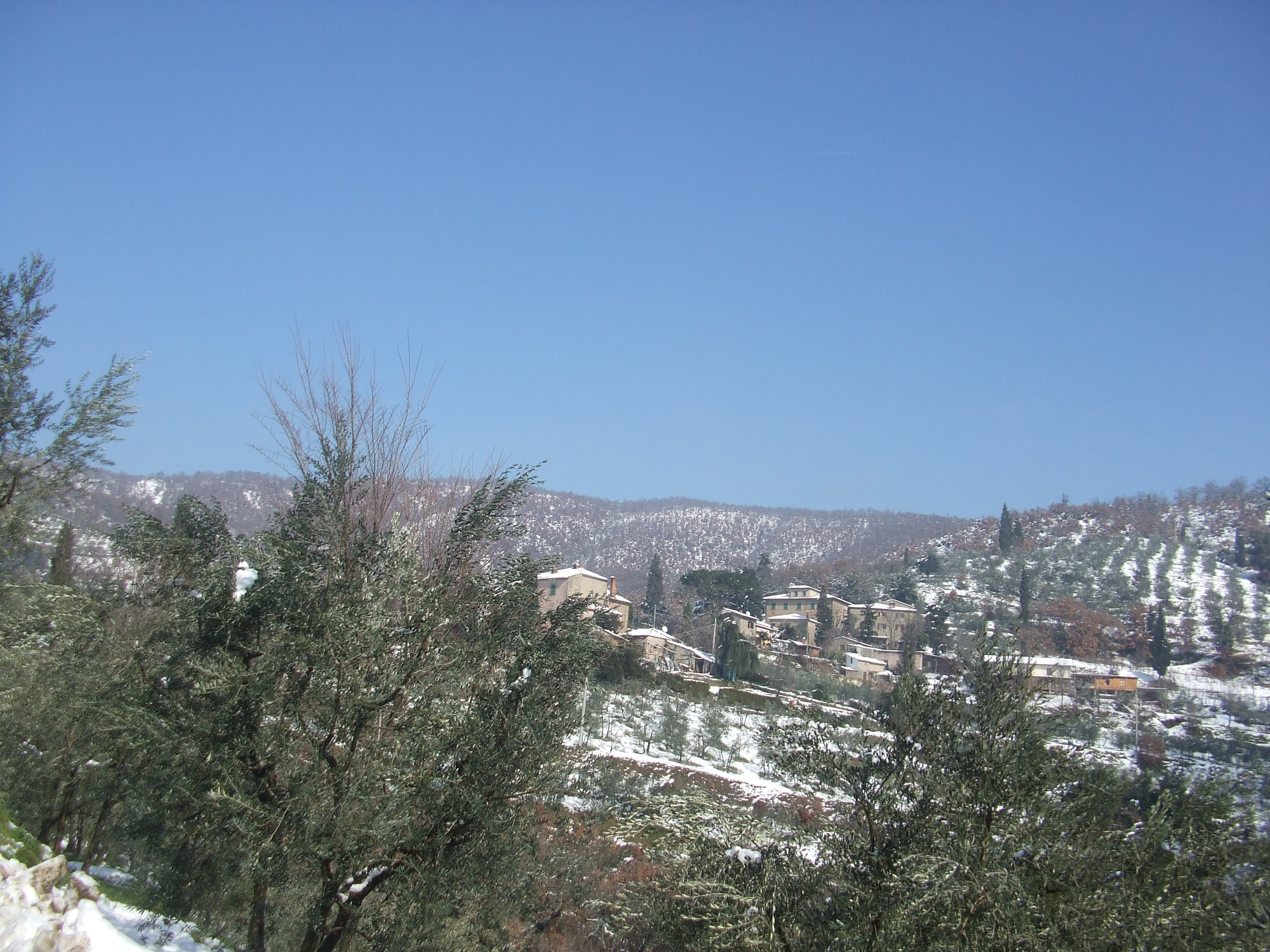
Panorama di Polvano di sopra innevata

Il paese è diviso in due agglomerati di case: Polvano di sopra, il più antico, e Polvano di sotto. Il toponimo probabilmente trae origine da una famiglia etrusca: i Pulfna, probabilmente proprietaria o affittuaria di queste terre; il diffuso cognome castiglionese Polvani proviene da qui. La villa viene citata nel 1239 e, a partire dal 1302, ha una sua chiesa, dedicata a San Pietro Apostolo e sottoposta alla Pieve di Chio. Nel catasto del 1427 il minuscolo centro aveva una popolazione di cinque fuochi. Verso la fine del secolo la cura di Polvano venne unita a quella di San Lorenzo alla Montanina. La Visita apostolica del 1583 designò dei rettori propri a condurre la chiesa. Nel 1692 era rettore don Antonio Polvani. Nel 1745 la popolazione della villa era di quaranta persone, salite a sessanta nel 1794. Il 24 maggio 1807 fu eretta in chiesa la Pia Congrega del Sacro Cuore di Gesù, aggregata alla sede centrale di Roma. Nel 1833 gli abitanti erano 49 mentre nel 1845 toccavano le 65 unità. Attualmente il paese ospita strutture ricettive per il turismo.
La chiesa di San Pietro in Polvano è composta da un'unica navata, con in fondo l'altare maggiore rialzato da un gradino, sovrastato da una tela in cui Gesù consegna a San Pietro, in ginocchio davanti a Lui, le chiavi della Chiesa. L'altare sinistro ospita una statua della Madonna mentre il destro una tela che narra la Nascita della Vergine.
A Polvano vi è anche un oratorio privato, risalente alla seconda metà del XVIII secolo, detto Oratorio Polvani-Moroni. Esso è costituito da un'aula interna ad un'abitazione con un piccolo altare in muratura e due tele raffiguranti Santa Cristina e l'Immacolata Concezione.
Il paese è raggiungibile dalla strada provinciale della Val di Chio, attraverso una via comunale che passa per il borgo superiore e continua, sterrata, fino a giungere alla casa detta di Fonte Molino, recentemente restaurata e, dopo qualche centinaio di metri percorribile solo con un fuoristrada, termina nella strada di crinale in prossimità del passo del Beccarino. Da qui si passa per raggiungere l'antica Casa delle Rolle.

## La Badiola

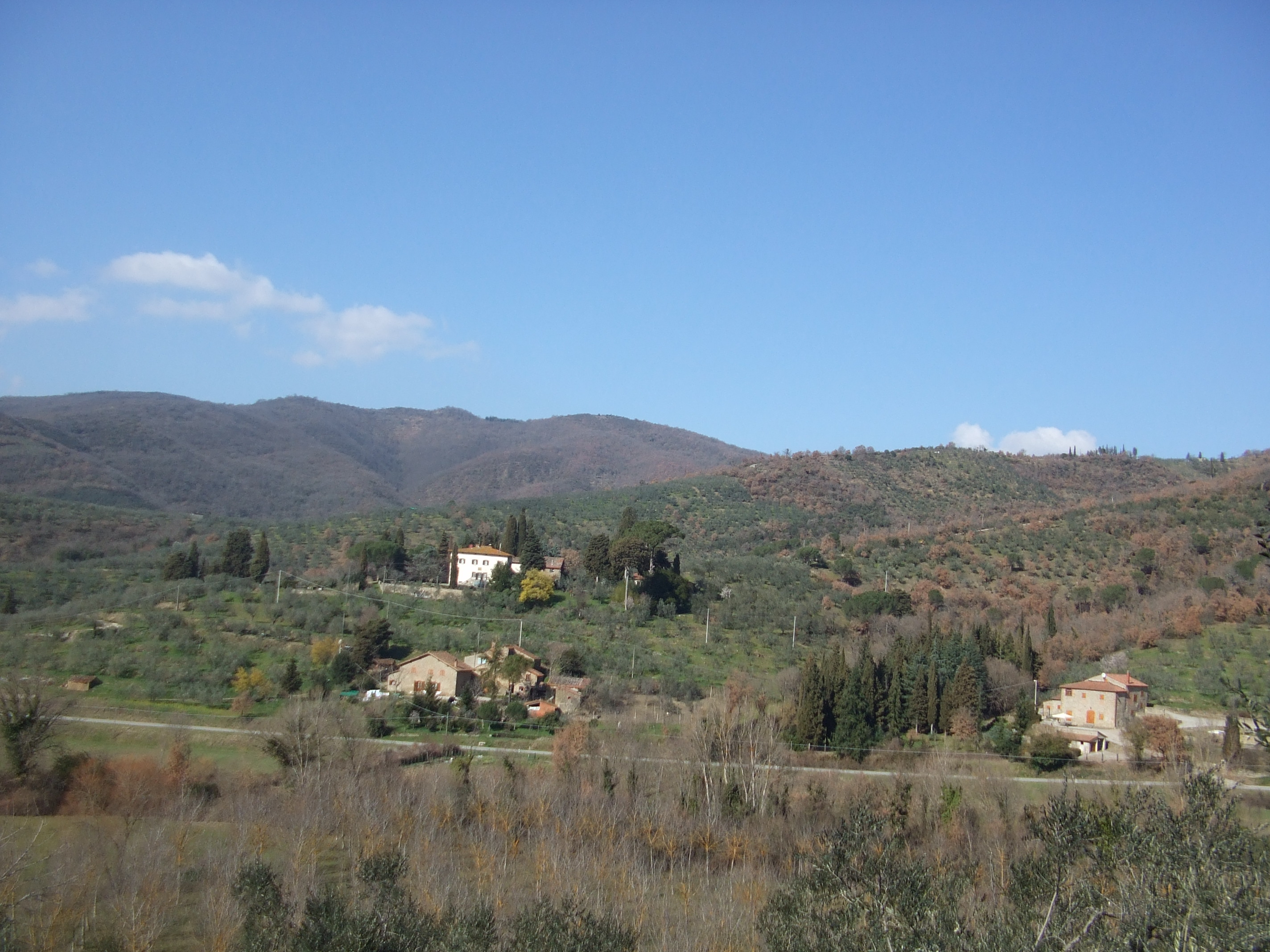
La Badiola e, sotto, San Savino

La Badiola è una frazione del comune di Castiglion Fiorentino, nelle vicinanze di Polvano; essa consta di poche case e un'antica chiesa risalente all'XI secolo e dedicata a San Savino. Nel 1068 essa venne donata al Sacro Eremo Camaldolese che qui instaurò una comunità monastica; nel 1101 venne istituito un ospedale per i poveri e i pellegrini lungo la via principale della Val di Chio. Nel 1226 ne fu priore tal fra' Guidone. Nel 1427 la villa di San Savino vantava una popolazione di soli due fuochi. Nella seconda metà del XVIII secolo la chiesa di San Savino venne sostituita da un oratorio. Nel Catasto Lorenese del 1823 la Badiola, proprietà dei Padri Serviti di Montepulciano, risultava essere composta da: una villa, un orto, un mulino ad olio, una fornace, alcune stanze, una resede, una cantina e una cappella con aia. I Serviti mantennero la struttura fino alla definitiva soppressione del 1867. Attualmente l'oratorio, proprietà privata, è in discreto stato. Si presenta come un'aula in fondo alla quale v'è un unico altare che ospita un crocifisso e sei reliquari ad ostensorio; tra essi probabilmente vi è quello, ritenuto miracoloso, portato dai Padri Serviti di Montepulciano. Su una parete della villa antistante alla chiesa vi è un'antica meridiana di pietra, con una scritta latina che recita: "Transeo sed redeo signat ... tempora ... 
Tu quoque transis, sed non rediturus, abis A.D. 1795".

## San Martino, Alteto, Ca' di Gelle e il Cozzolare

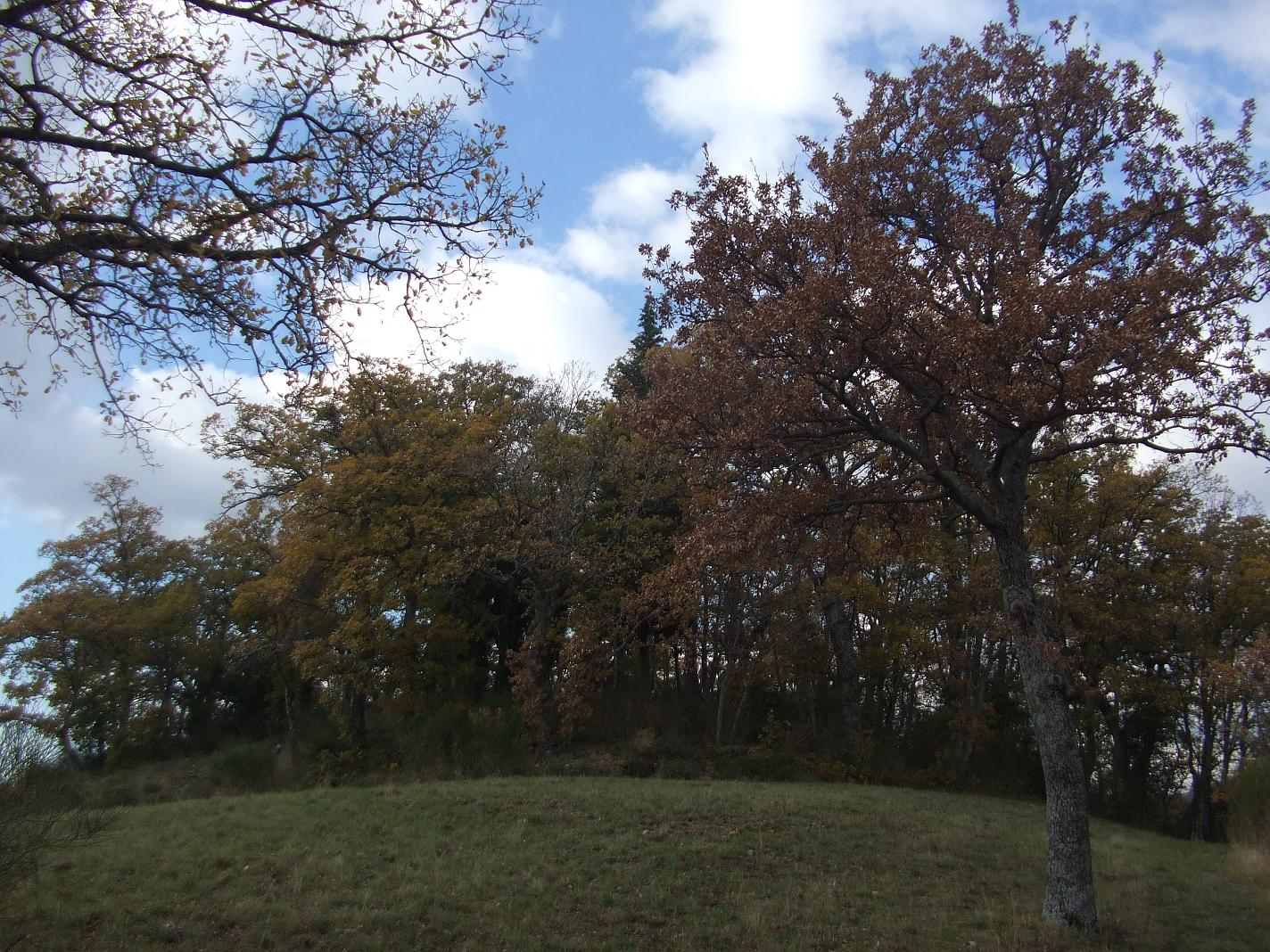
Il luogo dov'era la chiesa di San Martino

San Martino è una contrada del comune di Castiglion Fiorentino, composto da due gruppi di case, denominati San Martino di sopra e San Martino di sotto; a questi si aggiungono la Ca' di Gello, Alteto e il Cozzolare; tutti questi abitati anticamente facevano parte della villa di San Martino.
In passato in questa zona si ergeva una piccola chiesa, denominata San Martino del Re o al Teto; citata nel 1239 e poi nel 1349, nel 1550 era già in cattive condizioni. Dopo la Visita apostolica del 1583, essendo rettore don Antonio Bombaci, venne ordinato che fosse rimossa e sul luogo eretta, a suo ricordo, una croce. I mattoni furono usati per altre costruzioni circonvicine. Nel luogo dell'antica chiesa attualmente c'è un boschetto il cui sottobosco forse ricopre i resti della minuscola costruzione.
Alteto è un piccolo borgo poco distante da San Martino di Sopra; il nome (lo stesso dell'antica chiesa) deriverebbe da "Titus", antica famiglia qui importante. Anche Ca' di Gelle (o Ca' di Gello) avrebbe una simile etimologia, essendo stati gli "Agellus" un'altra famiglia ricca del territorio. La masseria, attualmente proprietà privata, è raggiungibile dalla strada della Badiola.
Il Cozzolare (510 m s.l.m.) è un'antica fattoria in rovina quasi al confine col comune di Arezzo, raggiungibile da San Martino oppure dalla salita di Caprile. Consta di un'abitazione plurifamiliare, che attualmente si presenta in pessimo stato di conservazione, ma si può recuperare, più alcuni annessi consistenti in stalle e ricoveri per gli animali.

## Case Renzana e castello di Corneta

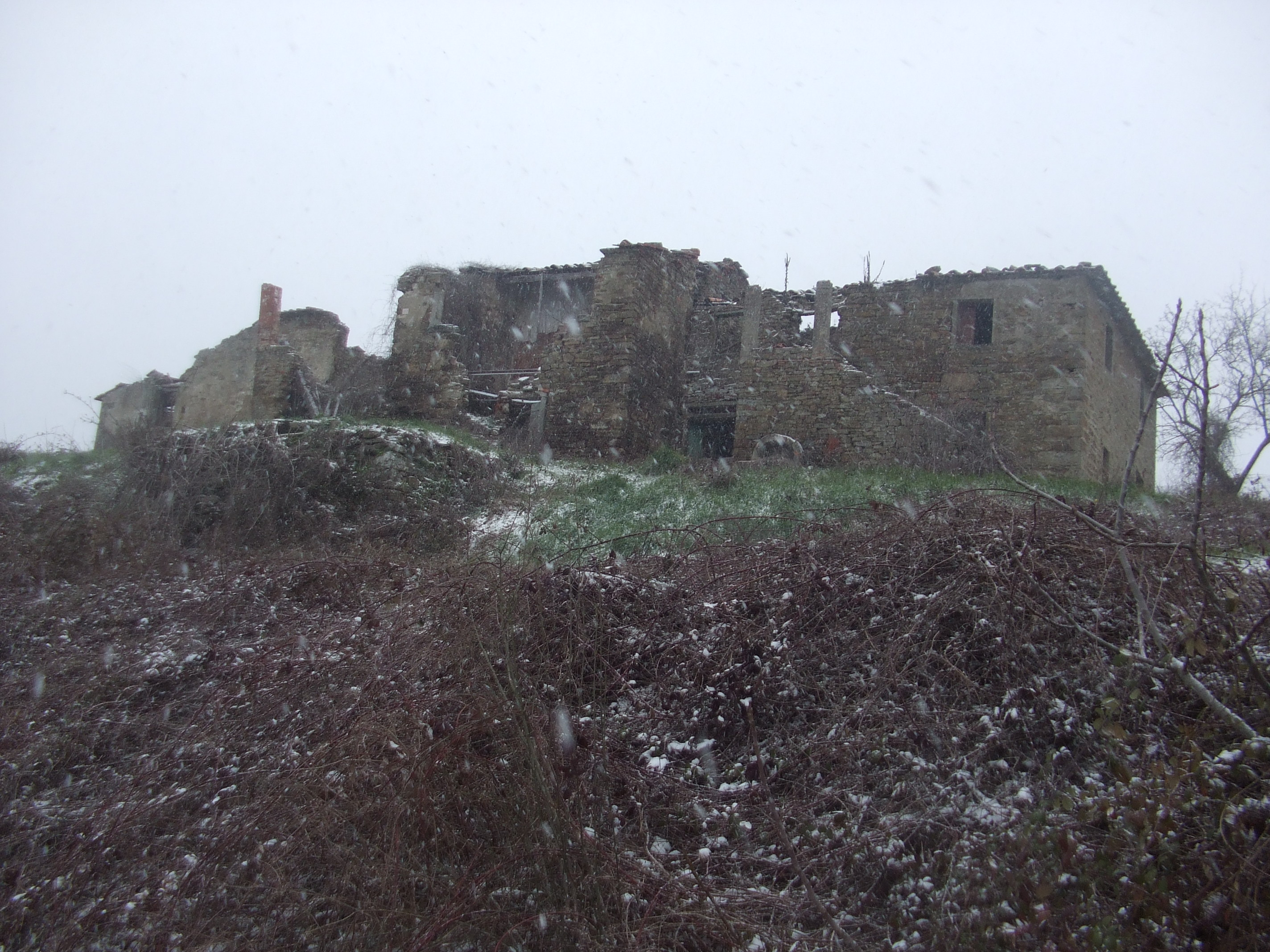
Il borgo di Case Renzana

A poche centinaia di metri dal Cozzolare, in comune di Arezzo, troviamo il borgo detto Case Renzana (578 m s.l.m.), costituito da due gruppi di abitazioni abbandonate. Il gruppo di case più vicino al Cozzolare, più recente, è in mediocre stato di conservazione, ma recuperabile. Poco più avanti vi è un altro gruppo (595 m s.l.m.), abbandonato da più tempo, in cui risultano abbattute anche molte mura di abitazioni, e pertanto non recuperabile.

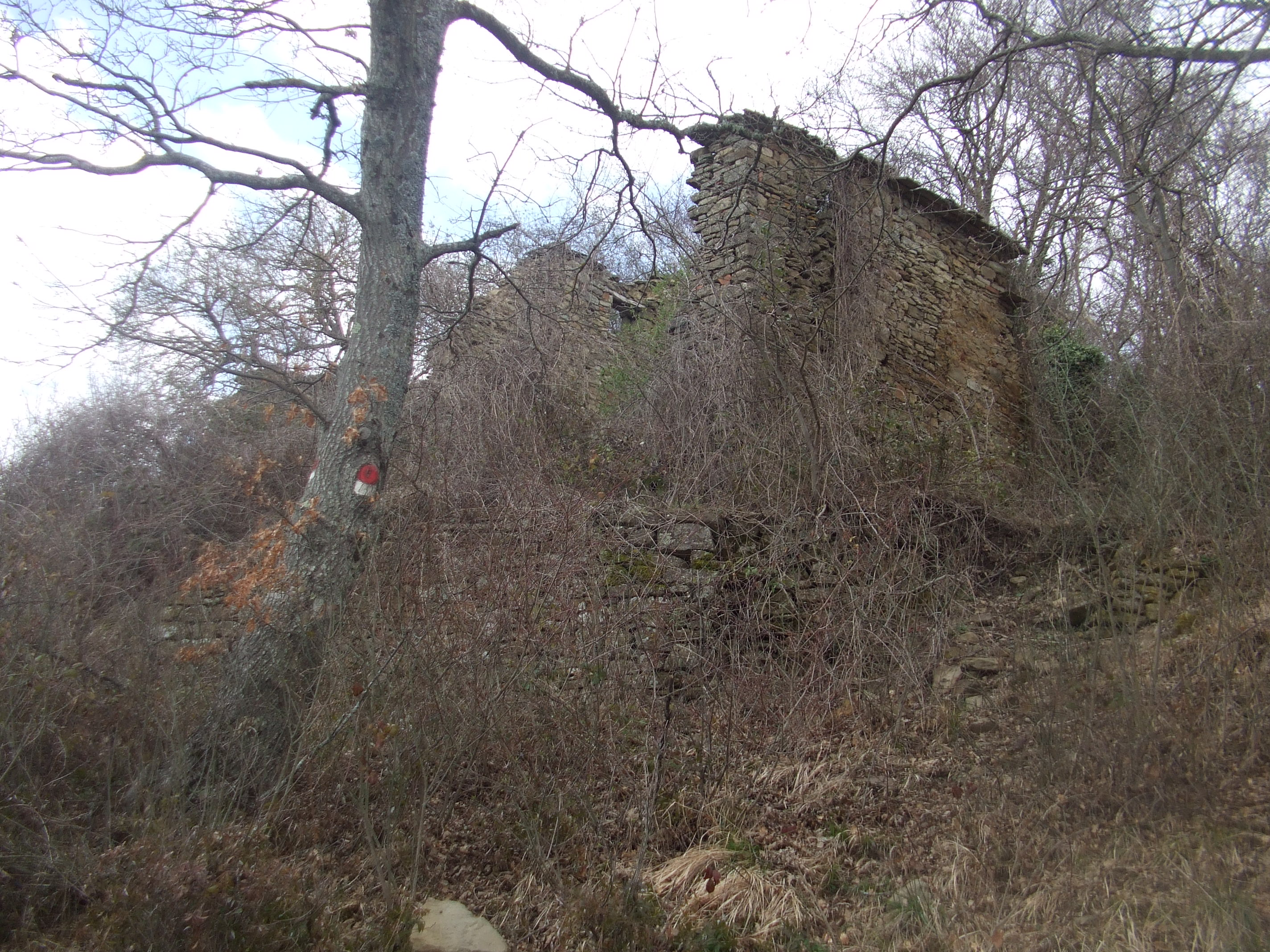
Casa Corneta, sopra le mura dell'antico castello

 Secondo il Ghizzi, a Renzana sorgeva anticamente un castello (denominato appunto il Castello di Renzana) di cui non è rimasta però nessuna traccia. Probabilmente si ergeva sulla cima di una collina in prossimità del gruppo di case peggio conservato. Il borgo di Case Renzana apparteneva alla comunità di Castiglion Fiorentino, fino alla rettifica dei confini comunali avvenuta nel XVIII secolo. Attualmente è ricompreso nell'azienda faunistico-venatoria di Polvano.
Da case Renzana il sentiero CAI 50 conduce, attraverso un tracciato antico ma impervio, al monte Corneta (743 m s.l.m.). Sulla cima di quest'asperità in passato sorgeva il castello di Corneta, esistente almeno dall'anno 1014; la sommità del monte che lo ospitava è tondeggiante e, tra rovi e sterpaglie che non permettono di raggiungere la cima, si riconosce uno strato di macerie; aveva probabilmente forma ellittica di 60 metri per 30. In esso vi era anche una chiesa dedicata a San Bartolomeo; nel 1335 il castello venne perso dagli aretini e, a partire da questo periodo, cominciò la decadenza, seguita dall'abbandono e dalla rovina. Poco al di sotto del monte vi è la Casa Corneta, molto antica e attualmente in pessimo stato di conservazione, anche se recuperabile. Oltre alla bellezza del luogo, la casa è interessante in quanto poggia visibilmente su alcune mura perimetrali, appartenute evidentemente all'antico castello.

## Galleria d'immagini

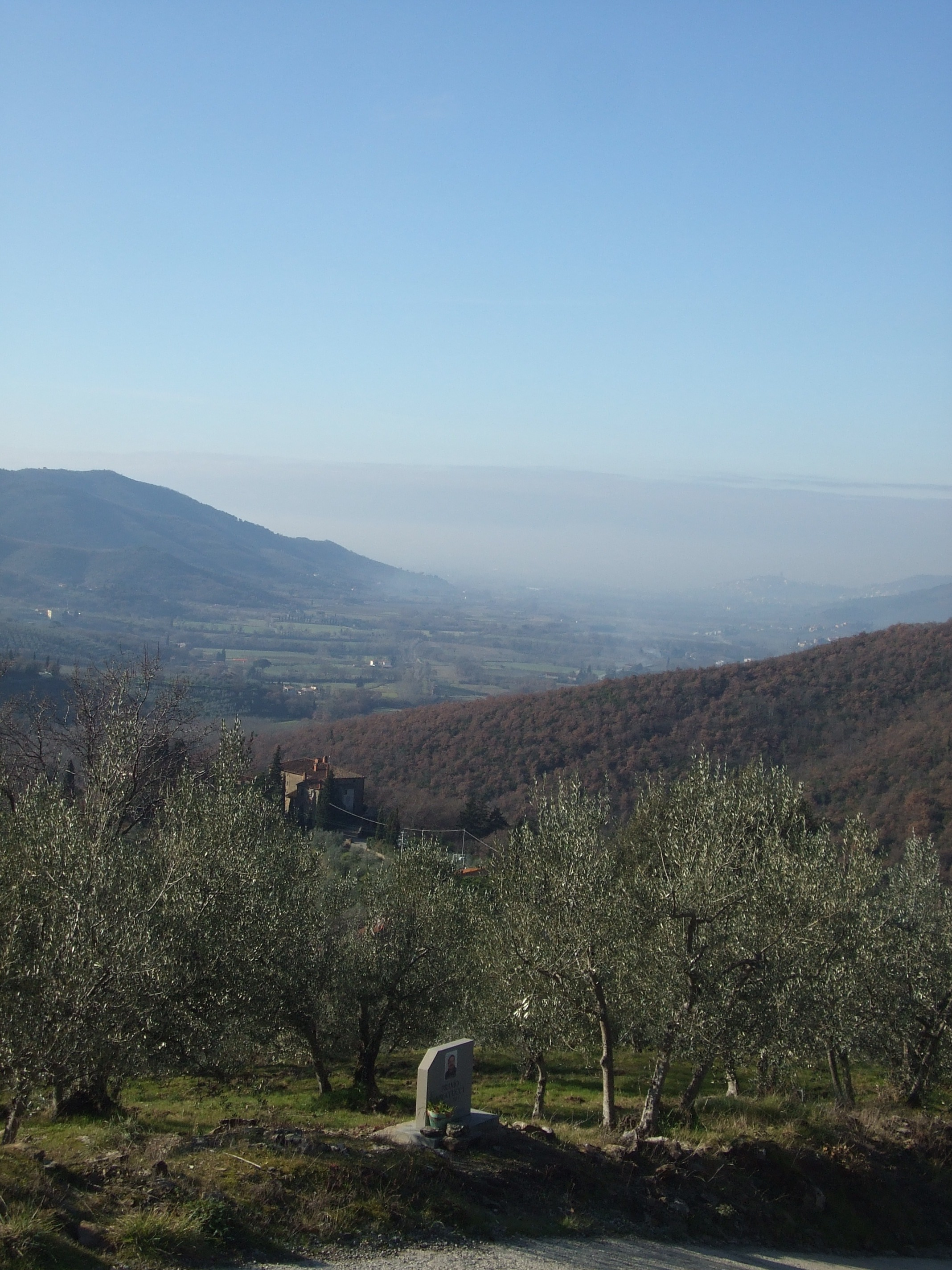
La Val di Chio vista da sopra Polvano
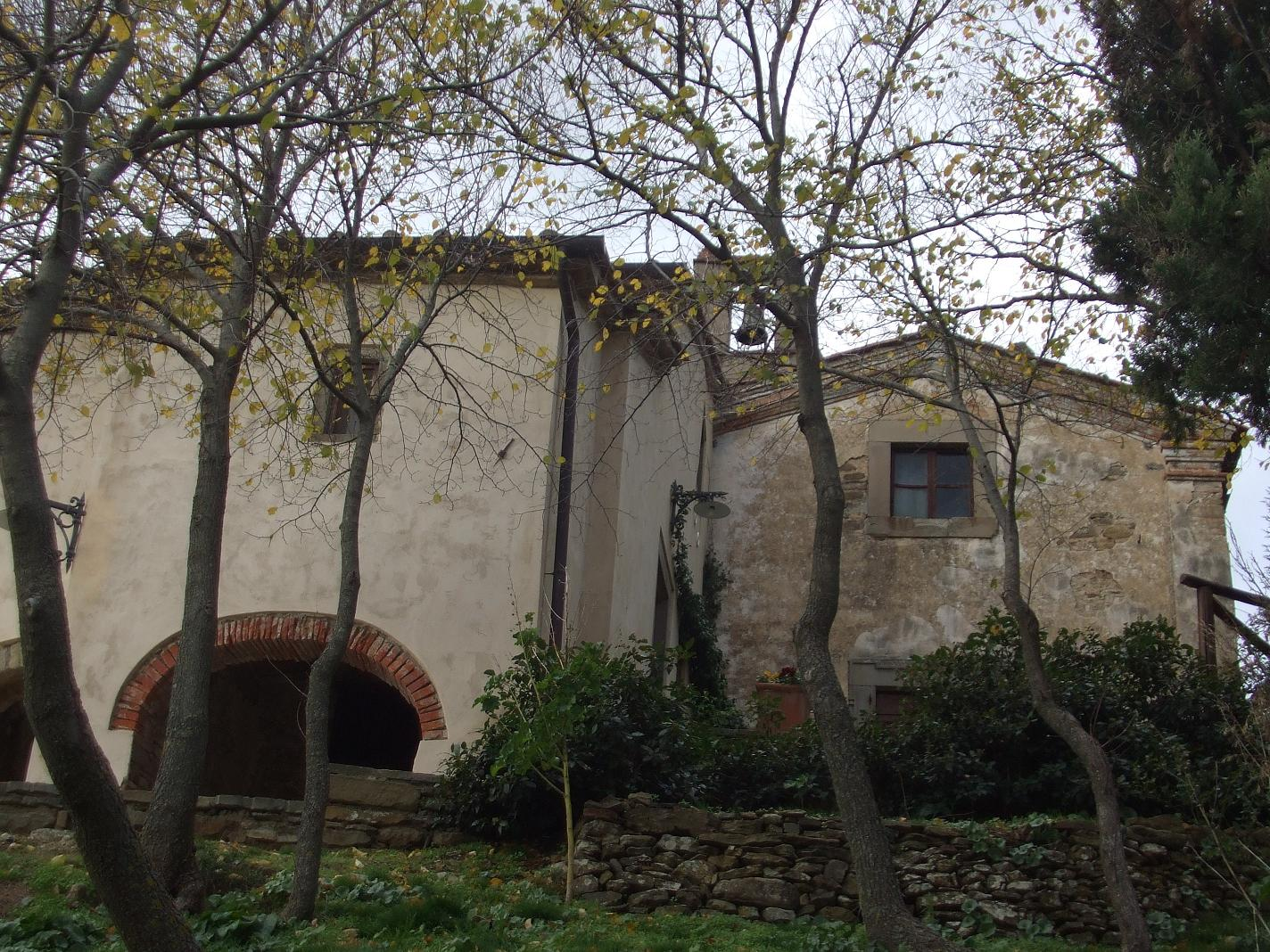
La chiesa di San Pietro a Polvano
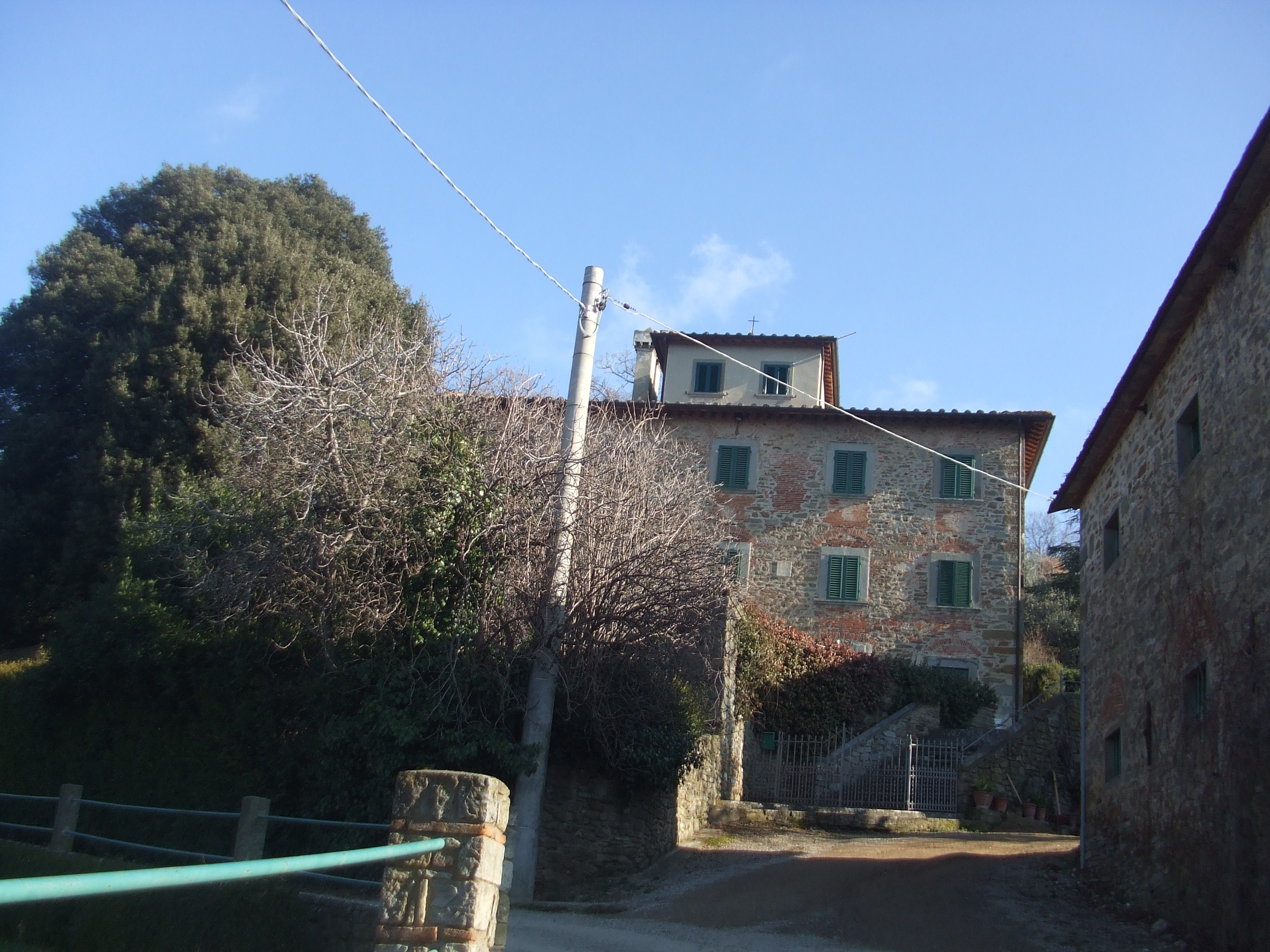
Case di Polvano di sopra
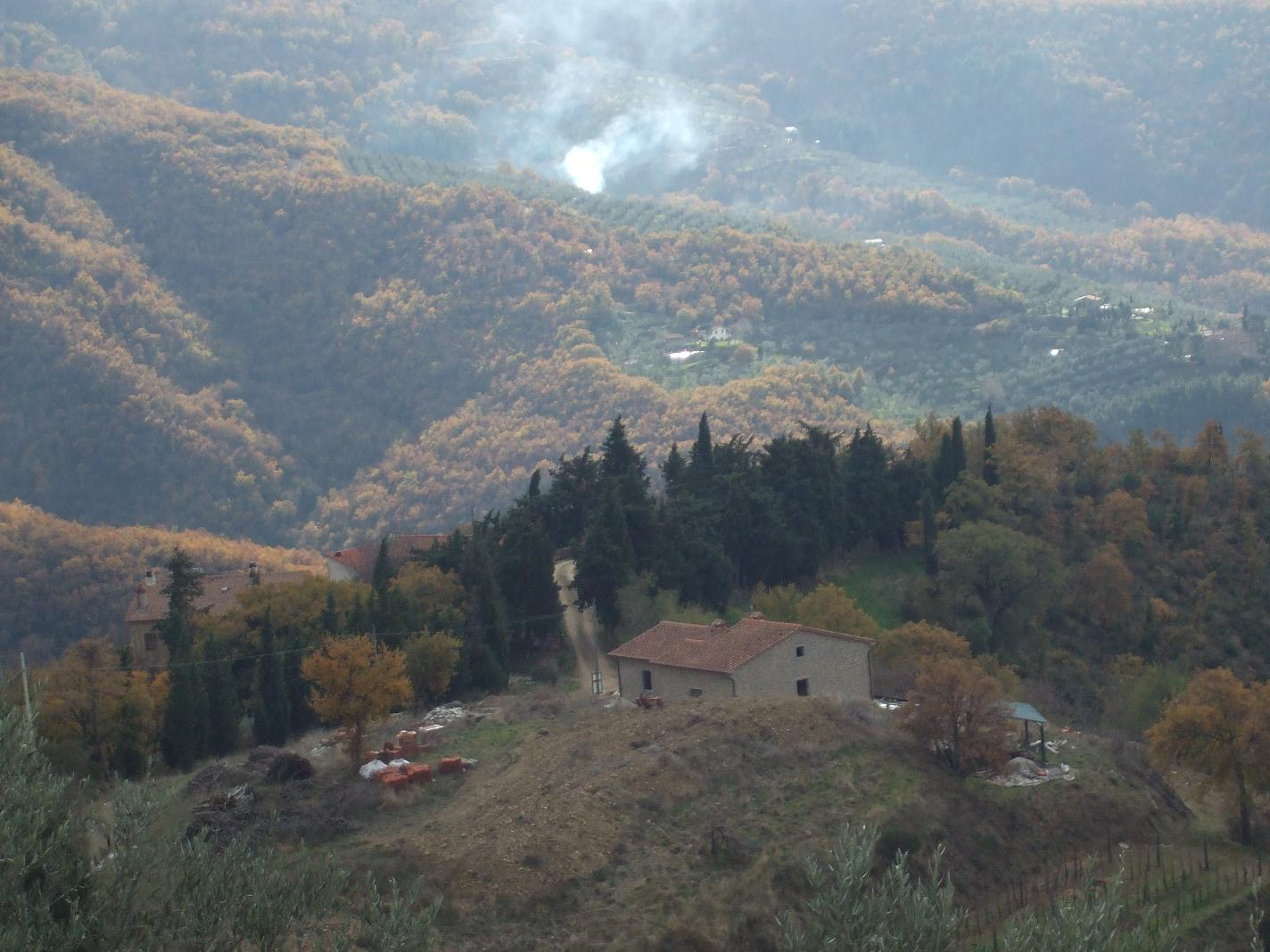
La Ca' di Gelle
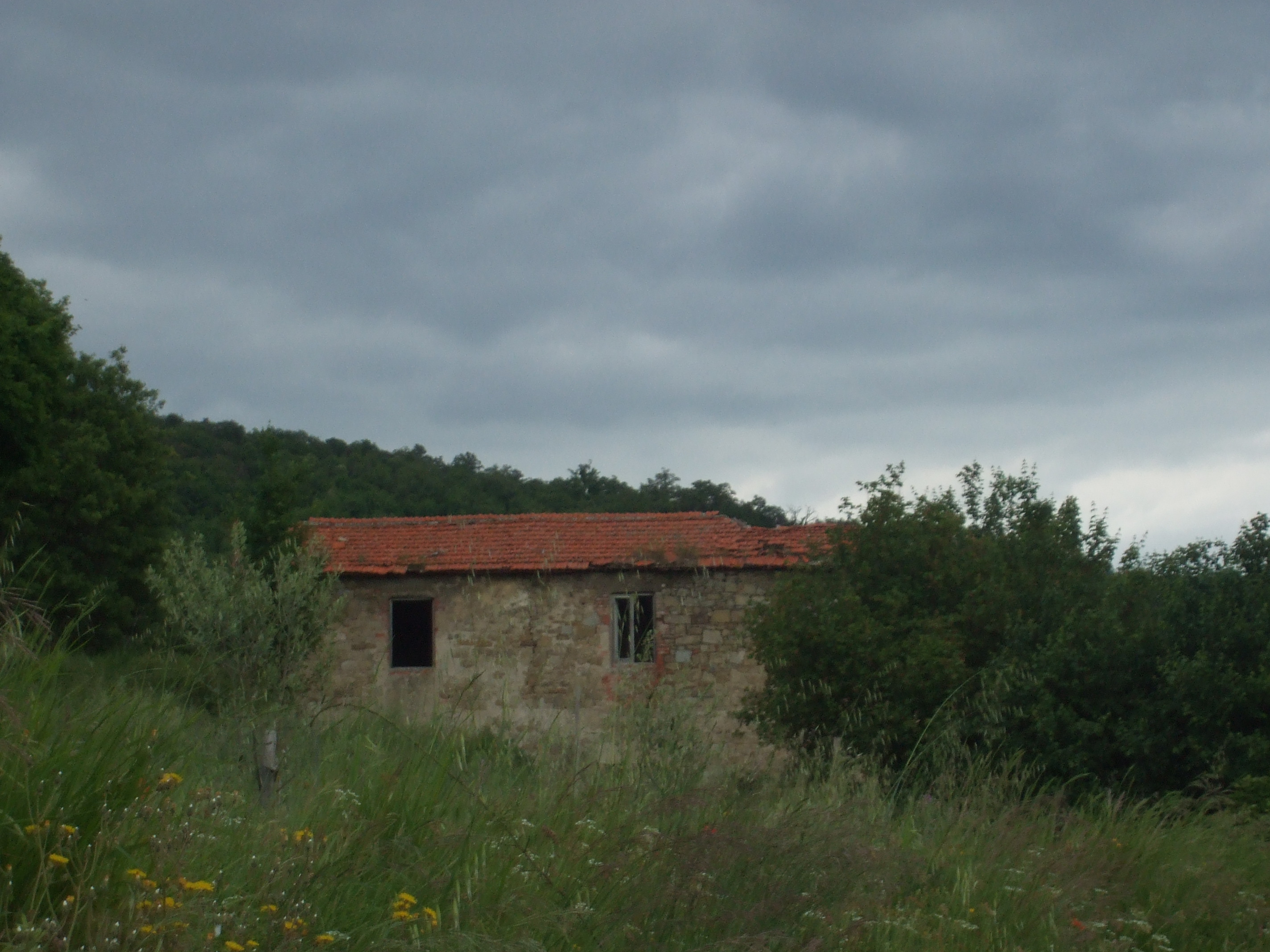
La fattoria diruta del Cozzolare